# Qazaq
Qazaq fue una revista en kazajo fundada por Ajmet Baitursynov (como redactor jefe), Alikhan Bokeikhanov y Mirjaqip Dulatuli.
Qazaq estuvo publicándose entre 1913 y marzo de 1918, cuando fue cerrada forzosamente por el gobierno soviético. Influenciada por otras publicaciones, Qazaq se consideró como elmedio de promoción del nacionalismo kazajo frente a las políticas imperiales zaristas. Qazaq publicó artículos sobre la cultura kazaja, la colonización de tierras por parte de rusos, aspectos relacionados con los impuestos, la educación, así como pros y contras del estilo nómada de vida kazajo y la posibilidad de convertirse en sedentarios. Los fundadores de Qazaq querían introducir reformas para asemejar las tierras kazajas al estilo de vida occidental de tal modo que fuese un avance gradual hacia el progreso de su pueblo en aras a obtener la autonomía e independencia.
Influenciada por las tendencias occidentales y los avances culturales, los autores de la revista Qazaq querían introducir reformas similares en los kazajos nómadas. Pensaban que el estilo de vida nómada se había quedado atrás, y los kazajos debían volverse sedendarios, para así, poder resistir mejor las políticas imperialistas rusas, las cuales estaban destrozando su estilo de vida nómada. A pesar de esto, los historiadores soviéticos consideraron la publicación Qazaq como conservadora, aunque de hecho, fue muy reformista y con unas claras tendencias progresistas. Ambas publicaciones, por un lado Qazaq y Ay Qap se mostraron a favor de la sedentarización, la alfabetización y la occidentalización. 
Aquellos que preconizaban mayores reformas de corte occidental escribieron en la revista Qazaq, mientras que los que miraban hacia las culturas de oriente medio como modelo, se decantaban por escribir en Ay Qap. Ambas publicaciones buscaban lograr la autonomía e independencia de los kazajos, y ambas mantenían que conservar la esencia de la cultura kazaja era un elemento indiscutible para lograr sus objetivos finales.  